# へき地教育
へき地教育（僻地教育、へきちきょういく）とは、山間地や離島など、都市的地域から離れた場所で公教育を受ける機会を期して行われる教育を指す。日本においては、教育基本法における「教育の機会均等」の趣旨に基き、かつへき地における教育の特殊事情にかんがみ制定された、へき地教育振興法に基づいて行われている教育を指す。

## 特徴
へき地教育は属地性をもつ教育分野であり、学校の規模とは関係ないが、対象となる「へき地学校」は児童・生徒が数名から数十名の小規模校である場合が多い。複式学級を有する学校や、小中併設校、義務教育学校が多いという特徴もある。
へき地学校に赴任する教員には、へき地手当の支給のほか、原則として希望者全てに教職員住宅が用意されるなど、他地域での勤務に比べて厚待遇である。
日本の義務教育では、全市町村および離島に小学校および中学校が1校以上は設置されていたが、学校統廃合によりそうではない地域も増えている。明治時代、北海道の開拓地においては学校が作られるまではその地域は免税であったといわれる。すなわち、「行政の及ぶところ＝義務教育を実施できる」ことであった。
へき地学校等には、へき地教育振興法施行規則によって一級から五級までの5段階と準へき地学校の合計6段階の等級が定められている。これを、へき地等級という。その数字が大きいほどへき地の度合いが高い。
現在のへき地教育は、遠隔合同授業の実施や、「個に応じた指導」の充実化、インクルーシブ教育、コミュニティスクール政策、「社会に開かれた教育課程」、ESD、環境教育、「主体的対話的な学び」、小中連携教育、「チームとしての学校」など、現代の教育政策課題について先進性を有している。

## 歴史
- 1949年 - 「小さな学校経営の手引き」作成委員会が文部省に設置される[4][5]。
- 1951年 - 岐阜県高山市等で岐阜県教育委員会主催、文部省後援の「小さい学校教育研究全国大会」が開かれる[4][6]。
- 1952年 - 北海道帯広市等で「第1回全国へき地教育研究大会」等が聞かれ、全国へき地教育研究連盟（全へき連）が結成される[4][6]。
- 1954年 - へき地教育振興法が制定される[1]。
- 2018年（平成30年）10月4日 - 日本教育大学協会に「全国へき地・小規模校教育部門」が設立される[7]。

## 教材
へき地教育の教材の例として、以下のものが挙げられる。
- 北海道教育大学へき地・小規模校教育研究センター　YouTubeチャンネル（研修コンテンツ）
- 北海道教育大学へき地・小規模校教育研究センター　へき地・複式・小規模教育の手引